# Dudelange Steelers
I Dudelange Steelers sono una squadra di football americano di Dudelange, in Lussemburgo.
Fondati nel 1993 come Dudelange Dragons, nel 2010 divennero Luxembourg Dragons of Dudelange, nel 2012 Luxembourg Steelers of Dudelange e nel 2017 Dudelange Steelers.
Hanno disputato campionati belgi, tedeschi e francesi e l'Atlantic Cup (sia organizzata da EFAF che organizzata da GFLI) senza mai ottenere titoli (hanno raggiunto 3 volte il primo posto nel campionato regionale della Lorena, ma non si sono visti riconoscere il relativo titolo).

## Dettaglio stagioni

### Tornei nazionali

#### Aufbauliga (settimo livello tedesco)
| Stagione | regular season | regular season | regular season | regular season | regular season | regular season | playoff | playoff | playoff | playoff | playoff | playoff    | playoff            |
|          | Vin            | Par            | Per            | Tot            | PF             | PS             | Vin     | Per     | Tot     | PF      | PS      | risultato  | avversaria         |
| -------- | -------------- | -------------- | -------------- | -------------- | -------------- | -------------- | ------- | ------- | ------- | ------- | ------- | ---------- | ------------------ |
| 2001     | 3              | 0              | 1              | 4              | 131            | 56             | 0       | 1       | 1       | 0       | 20      | Semifinale | Göttingen Generals |
| 2002     | 3              | 0              | 3              | 6              | 140            | 185            | -       | -       | -       | -       | -       | -          | -                  |
| 2003     | 4              | 0              | 2              | 6              | 150            | 80             | -       | -       | -       | -       | -       | -          | -                  |
| 2004     | 3              | 0              | 3              | 6              | 142            | 192            | -       | -       | -       | -       | -       | -          | -                  |
| 2005     | 2              | 1              | 3              | 6              | 90             | 122            | -       | -       | -       | -       | -       | -          | -                  |
| Totale   | 15             | 1              | 12             | 28             | 653            | 635            | 0       | 1       | 1       | 0       | 20      |            |                    |

Fonti: Enciclopedia del Football - A cura di Roberto Mezzetti

### Tornei internazionali

#### EFAF Atlantic Cup
| Stagione | regular season | regular season | regular season | regular season | regular season | regular season | playoff | playoff | playoff | playoff | playoff | playoff      | playoff            |
|          | Vin            | Par            | Per            | Tot            | PF             | PS             | Vin     | Per     | Tot     | PF      | PS      | risultato    | avversaria         |
| -------- | -------------- | -------------- | -------------- | -------------- | -------------- | -------------- | ------- | ------- | ------- | ------- | ------- | ------------ | ------------------ |
| 2009     | -              | -              | -              | -              | -              | -              | 0       | 2       | 2       | 0       | 112     | Quarto posto | Amsterdam Panthers |
| 2010     | -              | -              | -              | -              | -              | -              | 0       | 2       | 2       | 20      | 79      | Quarto posto | Brussels Bulls     |
| 2011     | -              | -              | -              | -              | -              | -              | 0       | 2       | 2       | 14      | 74      | Quarto posto | Brussels Tigers    |
| 2012     | -              | -              | -              | -              | -              | -              | 0       | 2       | 2       | 0       | 74      | Quarto posto | Dublin Rebels      |
| Totale   | -              | -              | -              | -              | -              | -              | 0       | 8       | 8       | 34      | 339     |              |                    |

Fonti: Sito Eurobowl.info Archiviato il 19 ottobre 2017 in Internet Archive.

#### GFLI Atlantic Cup
| Stagione | regular season | regular season | regular season | regular season | regular season | regular season | playoff | playoff | playoff | playoff | playoff | playoff      | playoff         |
|          | Vin            | Par            | Per            | Tot            | PF             | PS             | Vin     | Per     | Tot     | PF      | PS      | risultato    | avversaria      |
| -------- | -------------- | -------------- | -------------- | -------------- | -------------- | -------------- | ------- | ------- | ------- | ------- | ------- | ------------ | --------------- |
| 2015     | -              | -              | -              | -              | -              | -              | 0       | 2       | 2       | 18      | 61      | Quarto posto | Ghent Gators    |
| 2016     | -              | -              | -              | -              | -              | -              | 0       | 2       | 2       | 6       | 91      | Quarto posto | Belfast Trojans |
| Totale   | -              | -              | -              | -              | -              | -              | 0       | 4       | 4       | 24      | 152     |              |                 |

Fonti: Sito Eurobowl.info Archiviato il 19 ottobre 2017 in Internet Archive.